# Municipio de Hamburg (Míchigan)
El municipio de Hamburg (en inglés: Hamburg Township) es un municipio ubicado en el condado de Livingston en el estado estadounidense de Míchigan. En el año 2010 tenía una población de 21165 habitantes y una densidad poblacional de 226,87 personas por km².

## Geografía
El municipio de Hamburg se encuentra ubicado en las coordenadas 42°28′15″N 83°50′43″O / 42.47083, -83.84528. Según la Oficina del Censo de los Estados Unidos, el municipio tiene una superficie total de 93.29 km², de la cual 83.5 km² corresponden a tierra firme y (10.49%) 9.79 km² es agua.

## Demografía
Según el censo de 2010, había 21165 personas residiendo en el municipio de Hamburg. La densidad de población era de 226,87 hab./km². De los 21165 habitantes, el municipio de Hamburg estaba compuesto por el 97.22% blancos, el 0.33% eran afroamericanos, el 0.34% eran amerindios, el 0.58% eran asiáticos, el 0.03% eran isleños del Pacífico, el 0.23% eran de otras razas y el 1.27% pertenecían a dos o más razas. Del total de la población el 1.32% eran hispanos o latinos de cualquier raza.